# Niklas Pyyhtiä
Niklas Pyyhtiä né le 25 septembre 2003 à Turku en Finlande, est un footballeur finlandais qui évolue au poste de milieu central au Modena FC, en prêt du Bologne FC.

## Biographie

### En club
Né à Turku en Finlande, Niklas Pyyhtiä est notamment formé par le club local du TPS Turku. Il joue son premier match en professionnel à l'âge de 16 ans, le 7 octobre 2019, lors d'une rencontre de deuxième division finlandaise face au KTP Kotka. Il entre en jeu à la place de Matej Hradecky (en) et les deux équipes se neutralisent (1-1 score final).
Le 2 septembre 2021, Niklas Pyyhtiä prend la direction de l'Italie afin de s'engager en faveur du Bologne FC. Le joueur de 17 ans intègre dans un premier temps l'équipe des moins de 19 ans.
Il joue son premier match avec l'équipe première de Bologne le 17 janvier 2022, à l'occasion d'une rencontre de Serie A contre le SSC Naples. Il entre en jeu à la place d'Aaron Hickey et son équipe est battue par deux buts à zéro. Sa progression est toutefois freinée avec une blessure, le jeune finlandais est victime d'une fracture à la cheville survenue à l'entraînement en début d'année 2022, ce qui met un terme à sa saison. Il parvient à faire son retour vers l'équipe première en 2023, jouant quelques matchs durant la saison 2022-2023 malgré une forte concurrence au milieu de terrain.
Le 17 août 2023, Niklas Pyyhtiä rejoint le Ternana Calcio sous la forme d'un prêt d'une saison afin de gagner en temps de jeu,.
Le 16 juillet 2025, Niklas Pyyhtiä est une nouvelle fois prêté, cette fois-ci au Modena FC, pour une saison.

### En sélection
Niklas Pyyhtiä est sélectionné avec l'équipe de Finlande des moins de 17 ans de 2019 à 2020. Il joue un total de onze matchs avec cette sélection et marque trois buts.
Niklas Pyyhtiä joue son premier match avec l'équipe de Finlande espoirs le 3 juin 2021, contre la Suède. Il est titularisé et son équipe est battue par deux buts à zéro.